# 7036 Kentarohirata
7036 Kentarohirata este un asteroid din centura principală de asteroizi.

## Descriere
7036 Kentarohirata este un asteroid din centura principală de asteroizi. A fost descoperit pe 29 ianuarie 1995 la Nachi-Katsuura de Yoshisada Shimizu și Takeshi Urata. Asteroidul prezintă o orbită caracterizată de o semiaxă mare de 3,10 ua, o excentricitate de 0,20 și o înclinație de 8,9° în raport cu ecliptica.